# Йохан I фон Геролдсек
Йохан I фон Геролдсек (на немски: Johann I von Geroldseck; * пр. 1300; † 3 септември 1321) е господар на Геролдсек в Ортенау.

## Произход
Той е единственият син на граф Валтер II фон Геролдсек († 17 септември 1289 убит) и съпругата му графиня Имагина фон Спонхайм-Кройцнах († сл. 1305), дъщеря на граф Симон I фон Спонхайм-Кройцнах († 1264) и Маргарета фон Хаймбах/Хенгебах († 1291).

## Фамилия
Йохан I фон Геролдсек се жени за графиня Анна фон Фюрстенберг (* ок. 1280; † сл. 3 септември 1321), дъщеря на граф Фридрих I фон Фюрстенберг († 1296) и Уделхилд фон Волфах (* ок. 1254; † сл. 1305). Те имат един син:
- Валтер VII фон Геролдсек (* пр. 1339; † сл. 1358/1379), женен I. за неизвестна, II. 1314 г. за Маргарет фон Тюбинген († сл. 1385), дъщеря на граф Конрад I фон Тюбинген-Херенберг († 1377 и Маргарета Шпат фон Файминген († сл. 1370)